# Moerasvergeet-mij-nietje
Het moerasvergeet-mij-nietje (Myosotis scorpioides subsp. scorpioides, synoniem: Myosotis palustris) is een van de ondersoorten van vergeet-mij-nietjes die in Noordwest-Europa voorkomt.
Het moerasvergeet-mij-nietje lijkt veel op het weidevergeet-mij-nietje, maar verschilt hiervan door de vorm van de stengel, de vorm van beharing en de mate van bloeiende spruiten.
- Het weidevergeet-mij-nietje heeft meestal alleen bloeiende spruiten en het moerasvergeet-mij-nietje vele niet bloeiende spruiten.
- De stengel van het weidevergeet-mij-nietje is scherpkantig en glanzend met in het onderste deel teruggeslagen haren of kaal en soms bovenaan met naar de top wijzende aanliggende haren. Die van het moerasvergeet-mij-nietje is rolrond tot stompkantig met afstaande en aangedrukte, naar de top gerichte haren.

Als lid van de ruwbladigenfamilie (Boraginaceae) is de plant sterk behaard, maar voor het moerasvergeet-mij-nietje geldt (evenals voor het zompvergeet-mij-nietje, (Myosotis laxa subsp. cespitosa) ) dat de beharing minder opvalt.
De vaste plant bezit een kruipende wortelstok. De kelk is tussen een kwart en een derde ingesneden. De blauwe, soms roze of witte bloemen zijn 4-10 mm groot. De bloeiperiode loopt van mei tot september. De stengel is rolrond tot stompkantig, en het onderste gedeelte van de stengel is bladloos.
De plant groeit op vochtige en drassige plaatsen, langs waterkanten, soms in het water, op bouwlanden en op akkers.